# Мурав'ї
Мурав'ї́ — село в Україні, у Новгород-Сіверській міській громаді Новгород-Сіверського району Чернігівської області. До 2020 орган місцевого самоврядування — Грем'яцька сільська рада.
Населення становило до війни 2022 року 181 особа, після квітня 2022 року фактично безлюдне.

## Географія
Село знаходиться біля кордону з Росією, у місці впадіння річки Судость в Десну. Відстань до райцентру становить близько 48 км і проходить автошляхом Н27.

## Історія
За даними на 1859 рік у козацькому й власницькому містечку Новгород-Сіверського повіту Чернігівської губернії мешкало 312 осіб (160 чоловічої статі та 155 — жіночої), налічувалось 46 дворових господарств.
За даними на 1893 рік у поселенні мешкало 624 особи (312 чоловічої статі та 312 — жіночої), налічувалось 131 дворове господарство.
За переписом 1897 року кількість мешканців зросла до 629 осіб (312 чоловічої статі та 317 — жіночої), з яких 624 — православної віри.
У 1964 році в селі відкрили школу. Але з ліквідацією колгоспа 2008 р., який фактично утримував село на балансі, Мурав'ї занепали. На 2021р. в населеному пункті фактично проживало 50 чоловік.
12 червня 2020 року, відповідно до розпорядження Кабінету Міністрів України № 730-р «Про визначення адміністративних центрів та затвердження територій територіальних громад Чернігівської області», увійшло до складу Новгород-Сіверської міської громади.
19 липня 2020 року, в результаті адміністративно-територіальної реформи та ліквідації колишнього Новгород-Сіверського району, село ввійшло до новоствореного Новгород-Сіверського району Чернігівської області.

### Російсько-українська війна 2022 року
Фактично із квітня 2022 року знаходиться у сірій зоні, тобто воно не контролюється росіянами (хоча вони і заявляють періодично про свій контроль над населеним пунктом), водночас там не залишилося населення і через підтоплення неможливо збудувати укріплення для оборони.
У листопаді 2024 року біля села було встановлено російський прапор. 15 листопада російські пропагандистські ЗМІ оголосили, що село під контролем Росії, проте того ж дня речник ДПСУ полковник Андрій Демченко спростував заяви російських пропагандистів.

## Пам'ятки
Поблизу села розташована гідрологічна пам'ятка природи загальнодержавного значення Мурав'ївська.